# Textilt konsthantverk
Textilt konsthantverk eller textilkonst är konstnärligt utformade textila produkter, till skillnad från rena bruksföremål i textil. Ett exempel på textilt konsthantverk är gobelänger.
Skapare av textilt konsthantverk kallas i modern tid textilkonstnärer.
Gränsen mellan hemslöjd och konsthantverk är svår att dra, i synnerhet bland utövarna själva. Vad som hör till hemslöjd respektive konsthantverk har ingen vedertagen definition, men det är inte ovanligt att hemslöjdsproducenter gärna ser sina produkter som konsthantverk. Däremot kan det anses tillhöra undantagen att högskoleutbildade konsthantverkare kallar sina alster hemslöjd.

## Bilder

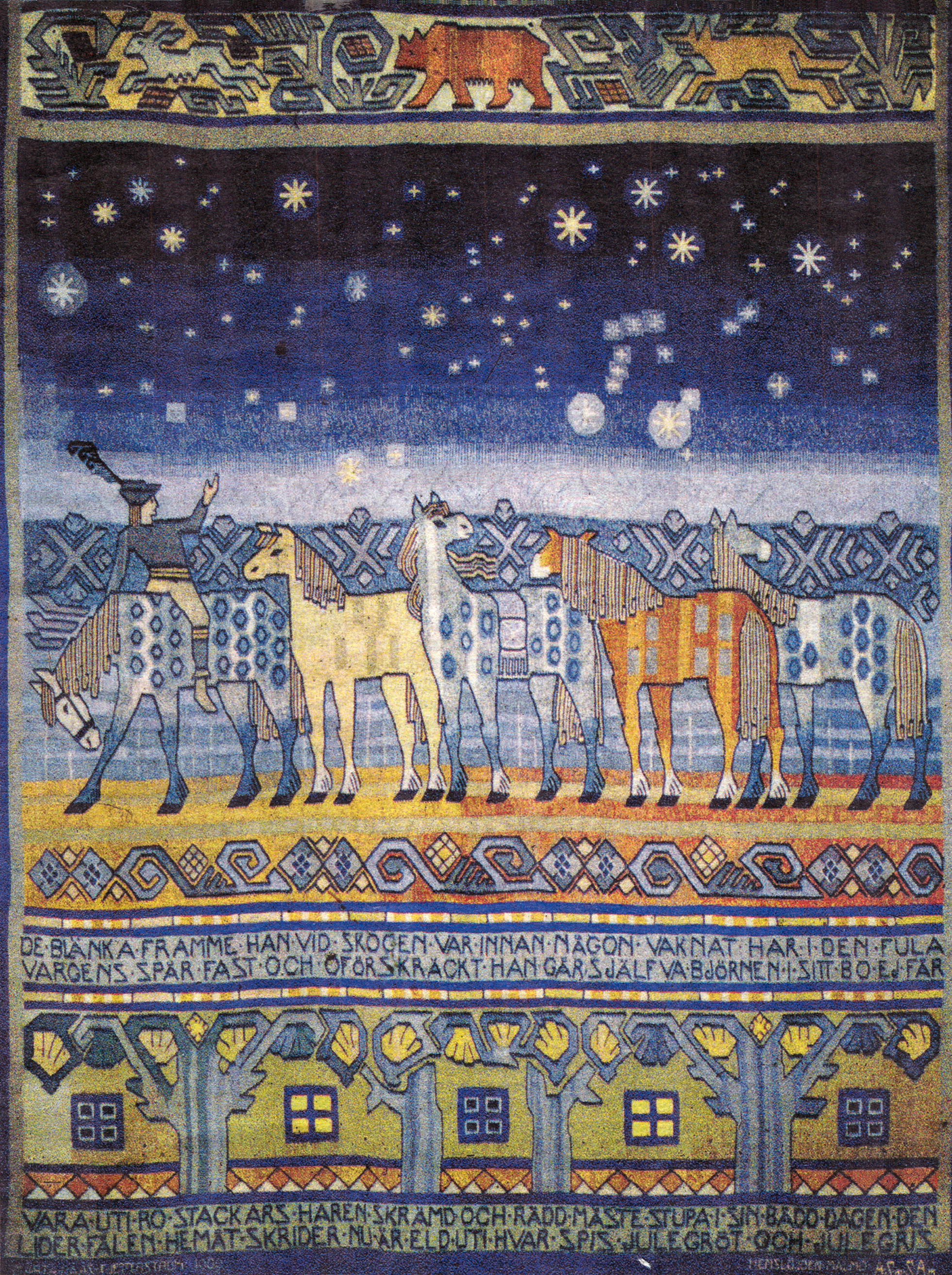
Matta av Märta Måås-Fjetterström Staffan stalledräng från 1909.
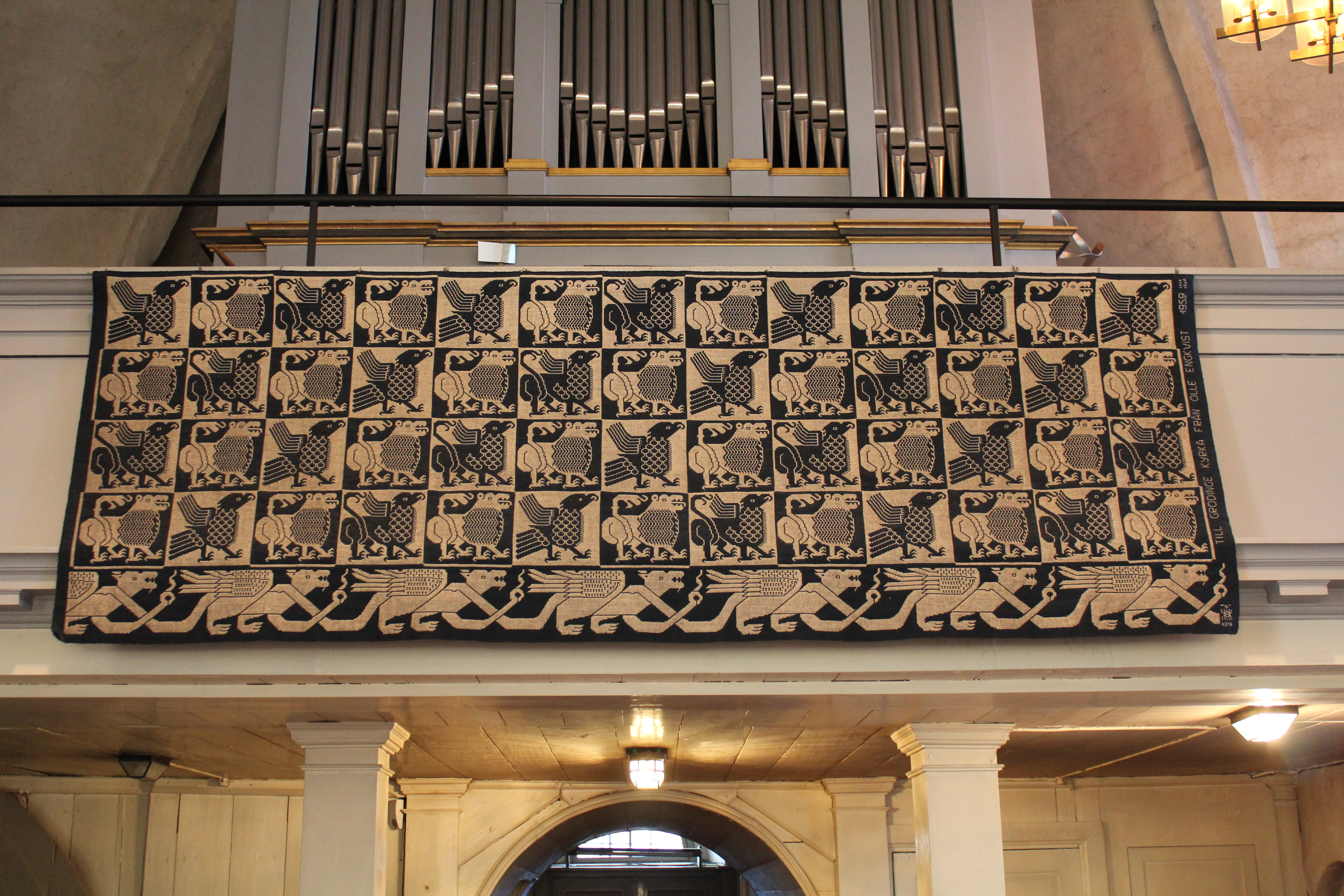
En kopia av Grödingebonaden i Grödinge kyrka.
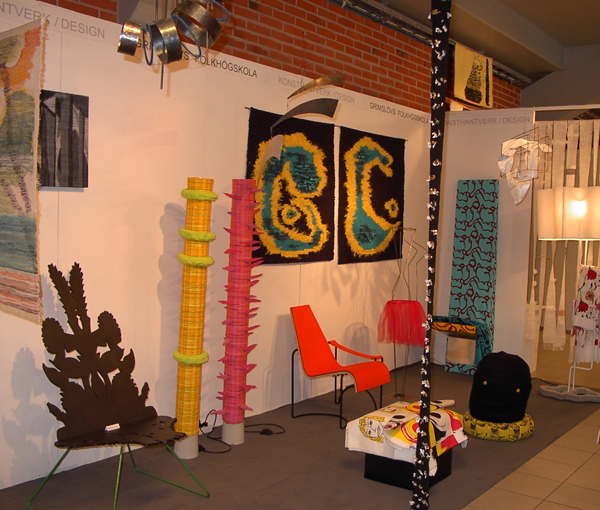
Inredningsdesign.
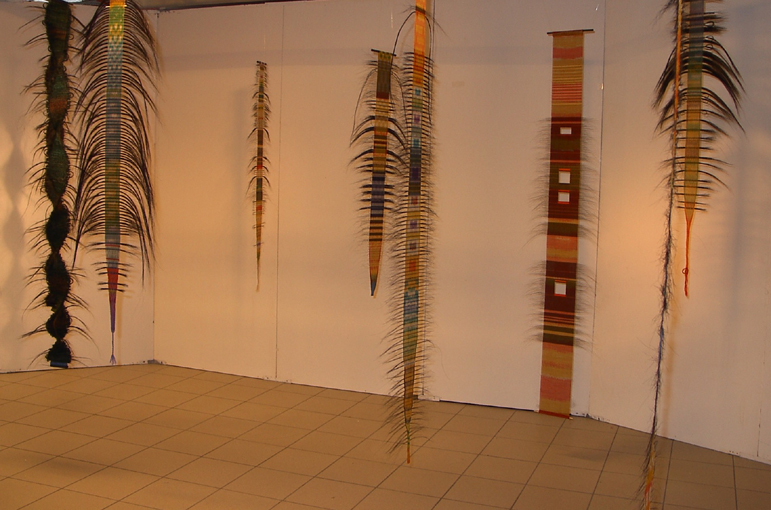
Textil utsmyckning.
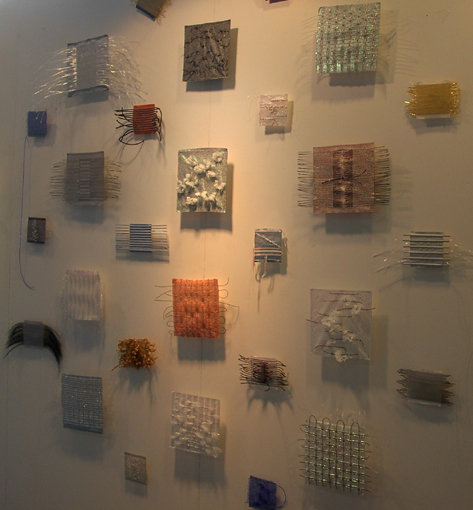
Textil utsmyckning.